# Graphium aristeus
Graphium aristeus är en fjärilsart som först beskrevs av Stoll 1780.  Graphium aristeus ingår i släktet Graphium och familjen riddarfjärilar. Inga underarter finns listade i Catalogue of Life.

## Bildgalleri

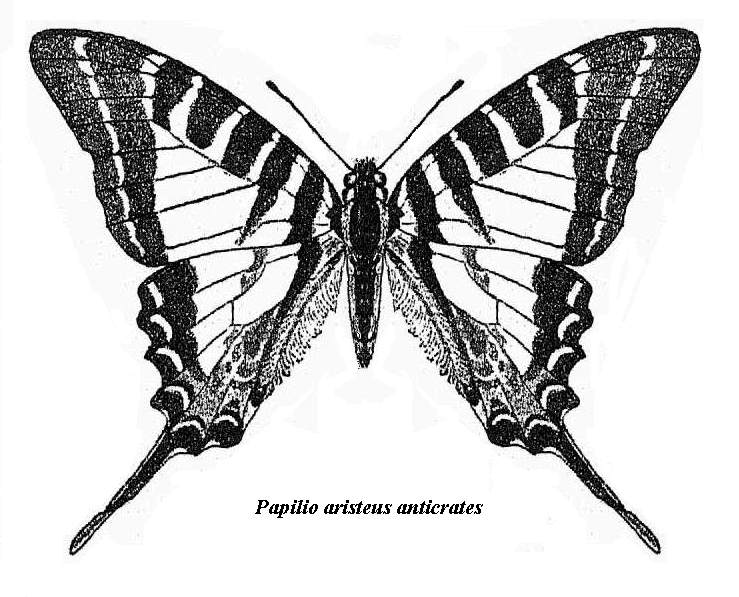
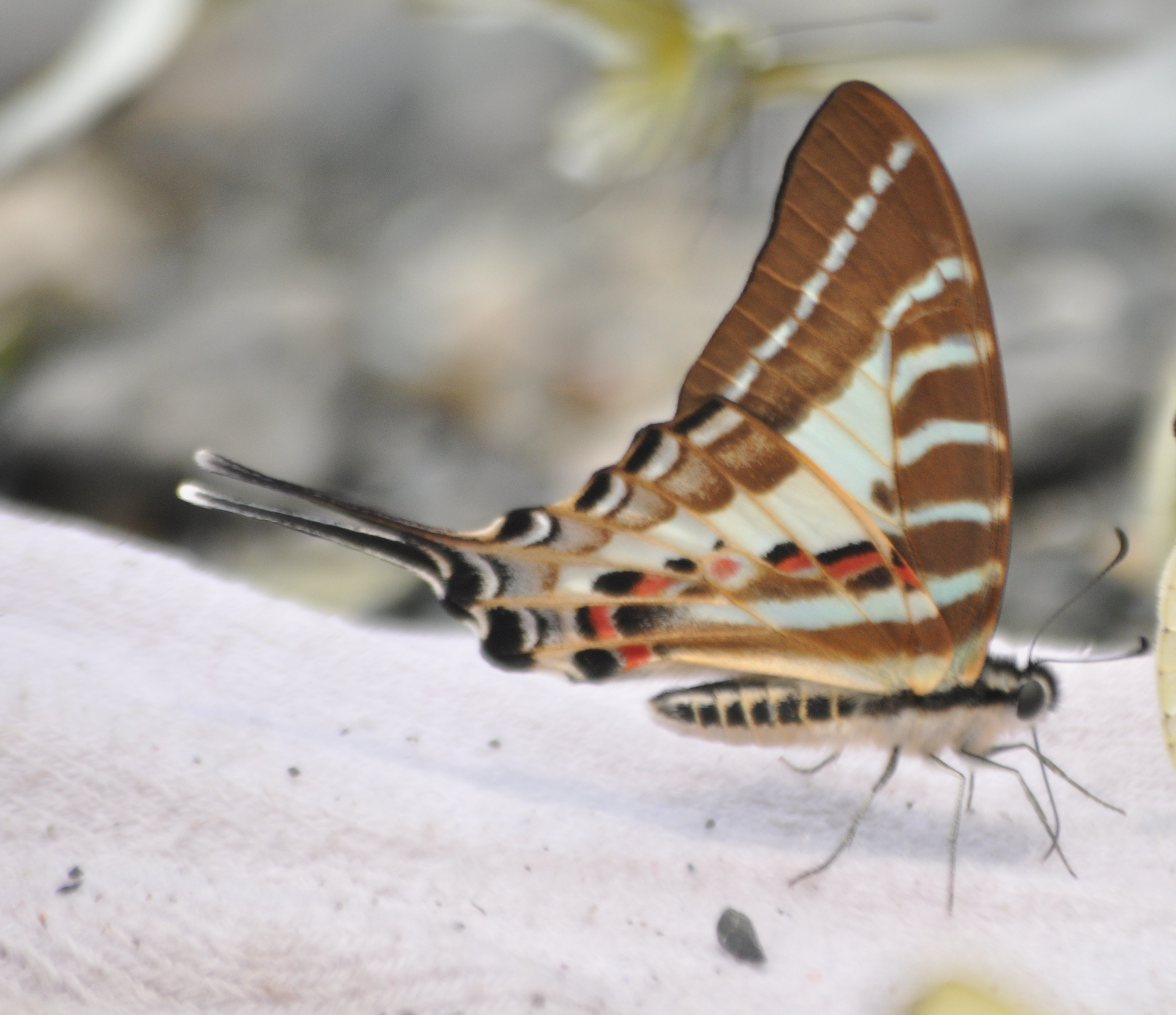